# 魁北克市
魁北克市（法語：Ville de Québec），官方名称魁北克（法語： [kebɛk] ⓘ），又称魁北克城或魁城，是一座位於加拿大魁北克省南部的城市。同時也是魁北克省省会所在地，截止於2016年7月，魁北克市人口总数为531,902人，魁北克大都会区人口总数达800,296人。魁北克市是加拿大第11大城市（大都会城市中排名第7），魁北克市也是魁北克省第二大城市，仅次于第一大城市蒙特利尔。
当地的印第安人部落阿爾岡昆人起初将这片区域命名为，它在阿爾岡昆语里的意思是“河流收窄的地方”，因为圣劳伦斯河就在位于附近的戴蒙岬角处变窄。法国探险家萨缪尔·德·尚普兰于1608年在这里建立了一个定居点且采用了阿岗昆部落的命名。因此魁北克市是欧洲殖民者在北美建立的最早的城市之一，也是唯一在墨西哥以北还保留有古老城墙的北美洲城市，1985年，联合国教科文组织将“魁北克历史城区”列入世界文化遗产。
魁北克市最著名的地标建筑包括芳堤娜城堡还有魁北克城堡等周围一系列防御工事的中心，此外魁北克议会大厦、魁北克國家美術博物館、魁北克文明博物馆都位于魁北克老城内或者附近。

## 地理位置
魁北克市位于圣劳伦斯谷地，整个城市坐落于圣劳伦斯河北边。控制新法蘭西的水路入口，因而有「美洲的直布羅陀」之稱。下部在河边，上部在戴蒙岬角上；目前两部之间有路、阶梯和魁北克老城缆车。该城距魁北克最大城市蒙特利尔约275公里。

## 人口
2016年7月統計資料顯示，市区人口为531,902，相较于2011年增加了3%；都市区人口為800,296，較2011年增加了4.3%。大部分说法语或者英法双语。當中白人人口占90.1%，天主教人口占91.2%。

## 简史

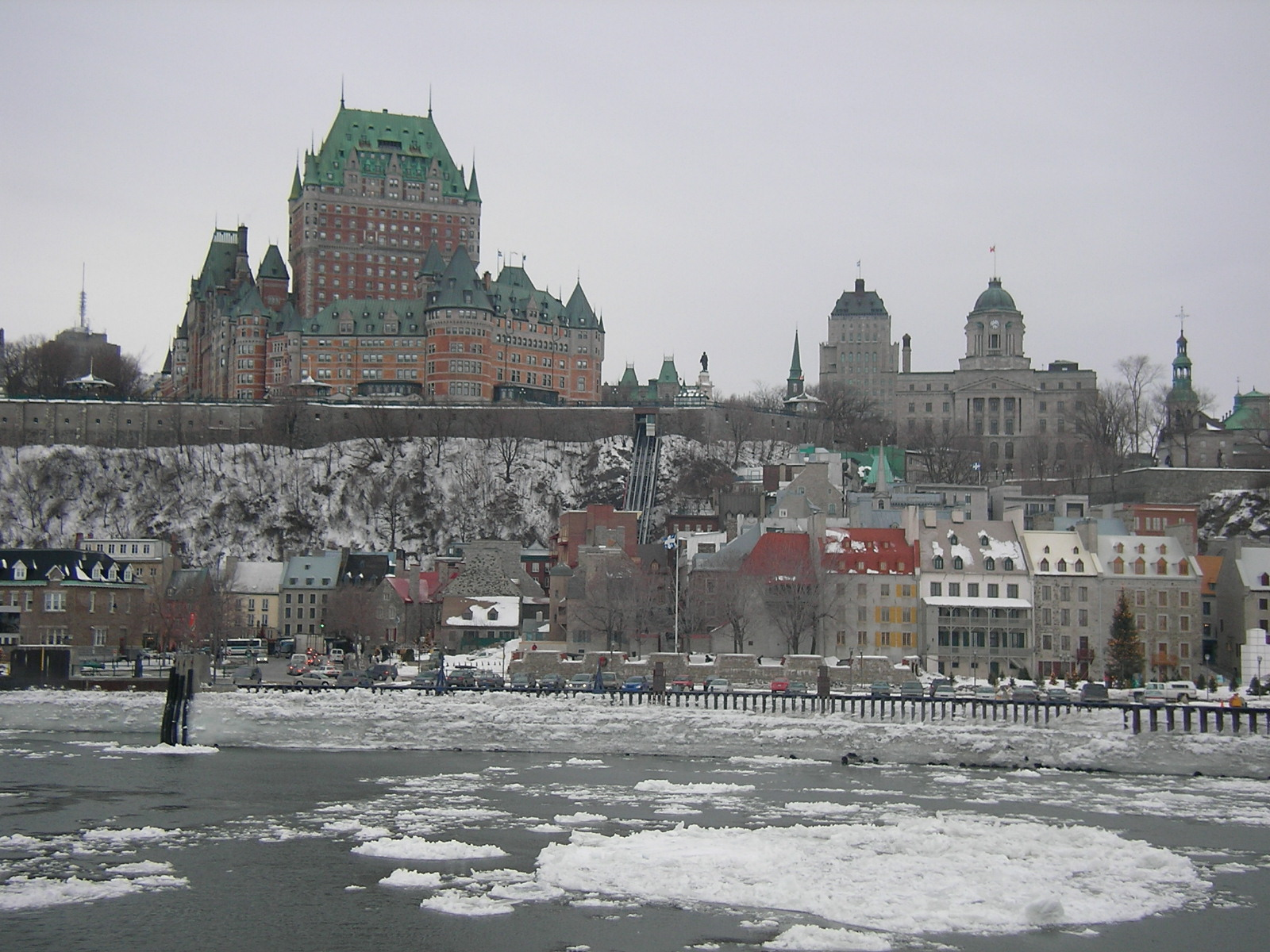
冬天的圣劳伦斯河和芳堤娜城堡

此地的原始居民为印第安各民族（统称为原住民），这些民族在至少10,000年前便在加拿大居住。

#### 法国统治阶段（1500-1763）
魁北克城由法国探险家兼外交家萨缪尔·德·尚普兰于1608年7月3日建立，魁北克城的选址位于一个叫斯塔达科纳的地方，这原来是一处已经被长期废弃的圣劳伦斯河易洛魁部落的居民点，尚普兰也被称为“新法兰西之父”，他在接下来的余生都致力于魁北克城的行政管理。虽然阿卡迪亚人在皇家港建立的居民点要比魁北克城更早三年，但是普遍认为魁北克城才是北美洲法语殖民者的摇篮，在当时看来，它非常适合被建成一个永久的殖民地。
魁北克定居点的人口在初期几十年都很少。1629年，魁北克城在英法战争期间被大卫·柯克率领的英国武装民船攻占，萨缪尔·德·尚普兰争辩说攻占行为发生在战争已经结束之后，所以英国人的攻占是非法的。1632年，作为英法战争后谈判的一部分，英王查尔斯同意归还这片土地给法国，交换条件是法王路易十三承担他妻子的嫁妆费用，这些条款最终以法律的形式写入了圣日耳曼莱昂条约，魁北克以及阿卡迪亚得以重归新法兰西。 
1665年，一共有550人居住在这个城市的70个家庭里面，其中四分之一属于各个宗教团体成员，包括世俗牧师，耶稣会会士，乌苏林会修女以及运营本地医院的团体。 
在多次英法殖民地战争期间，魁北克都是作为法军进攻新英格兰的大本营。1690年，英国人进攻过魁北克城，但是被成功的守住了。在英法“七年战争”的最后阶段，魁北克城于1759年被英国人攻占，并且占领到直至1763年战争结束，在此期间双方发生了数次战斗和围城：1759年7月31日博波尔战役，法军胜利；1759年9月13日的亚伯拉罕平原战役，英军在詹姆斯·沃尔夫将军的率领下击败了路易·约瑟夫·蒙卡姆率领的法军，并且稍后在短暂的围城后攻占了魁北克城；1760年4月28日法军在圣弗瓦战役中反击英军取得胜利，但是英军在之后一个月的第二次魁北克围城中取得了最终的胜利。 
1763年，在英法印第安战争正式结束后，法国将包括魁北克城在内的整个新法兰西都割让给了英国。 
在1763年法国人统治的最后阶段，这个有着8000居民的城市被森林，村庄，田地，草场所环绕着。与周边相比，魁北克城的与众不同之处体现在独特的建筑以及要塞工事，还有位于郊区圣·让和圣·罗奇的有钱人的砖石住宅区。另外，尽管魁北克城显示出都市风格且贵为首府，但它实际上还是殖民地的一个小城市，并且和周围的村庄联系紧密，附近的农民日常在城市的两个市场里面交易剩余农产品和柴火。 

### 近现代历史（1763-现今）
美国独立战争期间，来自南方殖民地的独立军袭击了英军军营，企图攻佔魁北克城，这场冲突今天被称作“魁北克战役”。当时南方的独立军寄希望于魁北克人民起义加入美国独立战争，促使加拿大同其他英国殖民地一起参加大陆会议并且成为初始的美利坚合众国的一部分，但战斗的失败终结了他们的希望，事实上，这场战争的结果是英国在北美的殖民地分裂成了两个独立的政治实体。 
1812年战争，美国再一次企图将加拿大并入其领土，然而魁北克城自身并没有在战争当中遭受进攻。1820年，出于害怕美国人的进攻，魁北克城启动了修建“魁北克堡垒”的工程，虽然美国人在1812年战争之后并没有进攻过魁北克城，但是在魁北克堡垒还是长期驻扎了一支庞大的英军部队一直到1871年，直到今天魁北克城堡仍然是一处军事基地，同时也是一处旅游景点。 
18世纪晚期之前，魁北克城一直是加拿大人口最多的城市。在1790年的普查期间，蒙特利尔以18,000居民超过了魁北克，但魁北克（14,000人口）依然保住了新法兰西行政首府的地位。在1791年宪法中，魁北克城成为下加拿大的首府。从1841年到1867年，加拿大省的首府在几个城市之间轮替，包括金士顿、蒙特利尔、多伦多、渥太华和魁北克（1852年到1856年，1859年到1866年）。 

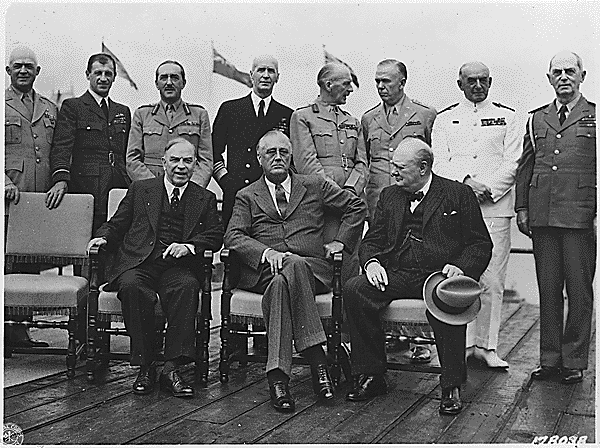
魁北克會議的合影，前排加拿大首相金恩，美国总统罗斯福，英国首相丘吉尔，后排是亨利·阿诺德将军，空军上将查尔斯·波特尔，艾伦·布鲁克将军，海军上将欧内斯特·金，陆军元帅约翰·迪尔爵士，乔治·马歇尔将军，海军上将达德利·庞德，海军上将威廉·D·莱希

加拿大联邦的魁北克会议于1864年在魁北克城召开。1867年，维多利亚女王选择渥太华作为加拿大自治领的首都，同时魁北克城则确认成为新成立的魁北克省的省会。 在第二次世界大战期间，有两次会议在魁北克城召开，第一次魁北克会议于1943年召开，与会者包括富兰克林·罗斯福（美国总统），温斯顿·丘吉尔（英国首相），威廉·里昂·麦肯锡·金（加拿大首相）和宋子文（中国外长）。第二次魁北克会议于1944年举行，参会人有罗斯福和丘吉尔。两次会议均在魁北克堡垒以及附近的芳堤娜城堡召开，诺曼底登陆计划的相当大一部分就是在这两次会议当中制定。 
截止2002年，魁北克市绝大部分都已经城市化，当年魁北克省政府进行了一次居民区重组，许多圣劳伦斯河北岸的郊区以行政区的方式并入了魁北克市。2008年，魁北克市庆祝建市400周年，作为赠礼，魁北克省政府和加拿大联邦政府提供了庆典以及公共建设的资金，包括国外在内的许多机构都向魁北克市赠送了公共艺术品。

## 名胜

### 建筑

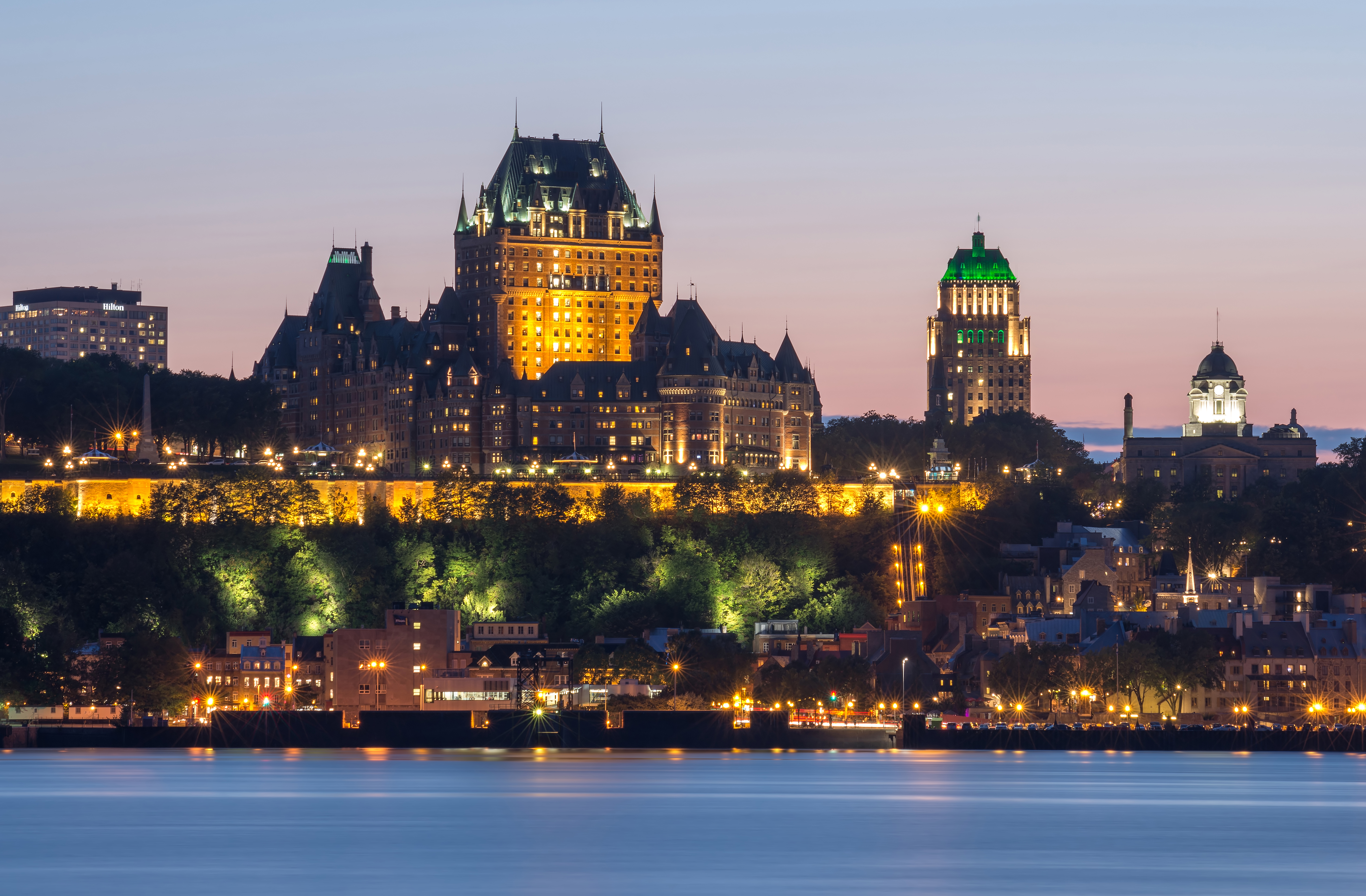
夜晚的芳堤娜城堡

许多魁北克市的著名传统建筑都位于老城（法語：Vieux-Québec）。这块区域所拥有的石筑的建筑，狭窄蜿蜒的街道以及沿街的小餐馆和咖啡屋，呈现出一种独特的欧洲风情。圣·路易和圣·让两座城门是从市中心穿过城墙进入老城的主要通道；而另外一座大门肯特门则是维多利亚女王赠送給魁北克市的礼物，女王的女儿，也就是洛恩侯爵夫人露易丝公主于1879年6月11日放下它的奠基石。城墙的西部是议会大厦区域，南面则是亚伯拉罕平原。
上城区和下城区间由无数陡峭的楼梯道路相连，所谓“断脖”台阶，还有一个索道名为魁北克老索道，它位于历史区域小尚普蘭街，那儿有许多老式建筑风格的小商店，据说是北美历史最悠久的商业区，距离维多利亚圣母院以及人类文明博物馆不远。
议会山上现代钢筋水泥风格的玛丽-盖亚特大厦以及协和酒店，与古朴宏伟的芳堤娜城堡一起坐落在戴蒙岬角上，构成了这个城市的天际线。芳堤娜城堡由建筑家布鲁斯·普莱斯设计，是为加拿大太平洋铁路公司修建的一系列城堡风格的酒店之一，该公司试图通过推广奢华的旅游来吸引更多富有的游客乘坐他家的列车。芳堤娜城堡附近是迪弗兰平台，这是一个位于山顶边缘的大型天台步行道，在上面可以俯瞰圣劳伦斯河，迪弗兰平台通向附近的亚伯拉罕平原，这是英国从法国手里夺取魁北克城的古战场。芳堤娜城堡的附近还坐落着魁北克圣母院，这是罗马天主教魁北克教区的主教教堂，这是新大陆首个大教堂级别的天主教教堂。另外还有著名的魁北克堡垒，现在是加拿大军队的军事基地以及加拿大总督的一处府邸。此外议会大厦作为魁北克省议会举行会议的地方，也离魁北克堡垒不远。魁北克老城极其附近拥有37处加拿大国家历史遗迹。

### 公园

战场公园

国家战场公园当属最著名的公园之一，它坐落于亚伯拉罕平原，里面有50座历史遗留的大炮。人们在这里可以观赏圣劳伦斯河景，里面还有多个历史建筑和雕像，包括数个圆形碉堡以及一座马背上的圣女贞德雕像。这座公园历史上是1759年亚伯拉罕平原战役的发生地，英军在七年战争当中通过这场决定性的胜利结束了法国人在加拿大的统治，之后在1775年美国独立战争的魁北克战役期间，英军在这里守住了其在北美洲北部殖民地的最后的一处要塞。
其他位于市中心的主要公园还有维多利亚公园，梅泽雷茨公园，卡地亚-布雷勒夫国家历史遗迹。而全魁北克市最大的公园是西奥弗公园（法语：Parc De Chauveau)，他位于魁北克市的北部中间，贯穿整个魁北克市的圣夏尔河也从其穿过，因此西奥弗公园也属于长达31公里的圣夏尔沿河公园的一部分，两个公园均为绝佳的室外活动场所，人们可以根据季节不同从事不同的活动，包括徒步，自行车，独木舟，钓鱼和越野滑雪等等，天气好的时候，这里往往可以看到很多家庭小孩在这里野餐和玩耍，一片欢乐祥和。
- 芳堤娜城堡
- 魁北克城堡
- 亚伯拉罕平原
- 都芬林台地
- 魁北克省议会大厦
- 蒙莫朗西瀑布
- 圣安妮大教堂

## 气候
| 魁北克市                 | 魁北克市    | 魁北克市    | 魁北克市    | 魁北克市    | 魁北克市     | 魁北克市     | 魁北克市     | 魁北克市     | 魁北克市     | 魁北克市     | 魁北克市    | 魁北克市     | 魁北克市        |
| 月份                     | 1月         | 2月         | 3月         | 4月         | 5月          | 6月          | 7月          | 8月          | 9月          | 10月         | 11月        | 12月         | 全年            |
| ------------------------ | ----------- | ----------- | ----------- | ----------- | ------------ | ------------ | ------------ | ------------ | ------------ | ------------ | ----------- | ------------ | --------------- |
| 平均高温 °C（°F）        | −7.9 (17.8) | −6.1 (21.0) | 0.1 (32.2)  | 7.8 (46.0)  | 17.1 (62.8)  | 22.2 (72.0)  | 25 (77)      | 23.4 (74.1)  | 17.7 (63.9)  | 10.7 (51.3)  | 2.9 (37.2)  | −4.8 (23.4)  | 9 (48)          |
| 平均低温 °C（°F）        | −17.6 (0.3) | −16 (3)     | −9.4 (15.1) | −1.3 (29.7) | 5.3 (41.5)   | 10.6 (51.1)  | 13.4 (56.1)  | 12.4 (54.3)  | 7.2 (45.0)   | 1.7 (35.1)   | −4.3 (24.3) | −13.4 (7.9)  | 0 (32)          |
| 平均降水量 mm（）        | 89.8 (3.54) | 70.6 (2.78) | 90.3 (3.56) | 81.2 (3.20) | 106.1 (4.18) | 114.2 (4.50) | 127.8 (5.03) | 116.7 (4.59) | 125.5 (4.94) | 101.7 (4.00) | 102 (4.0)   | 104.4 (4.11) | 1,230.2 (48.43) |
| 平均降雨量 mm（）        | 26.1 (1.03) | 12.6 (0.50) | 39 (1.5)    | 59.5 (2.34) | 105.5 (4.15) | 114.2 (4.50) | 127.8 (5.03) | 116.7 (4.59) | 125.5 (4.94) | 99.5 (3.92)  | 67.9 (2.67) | 29.5 (1.16)  | 923.8 (36.37)   |
| 平均降雪量 mm（）        | 729 (28.7)  | 639 (25.2)  | 490 (19.3)  | 176 (6.9)   | 4 (0.2)      | 0 (0)        | 0 (0)        | 0 (0)        | 0 (0)        | 19 (0.7)     | 332 (13.1)  | 777 (30.6)   | 3,166 (124.6)   |
| 月均日照時數             | 100.3       | 123.6       | 149.4       | 168.6       | 215.9        | 232          | 251.7        | 225.2        | 155.5        | 119.8        | 81.6        | 81.1         | 1,904.7         |
| 来源：Environment Canada |             |             |             |             |              |              |              |              |              |              |             |              |                 |

## 友好城市
- 中国 - 西安
- 法國 - 波尔多
- 俄羅斯 - 圣彼得堡

## 大学
- 拉瓦尔大学
- 魁北克大学

## 文化活动
- 魁北克冰雕节

## 参看
- 加拿大历史
- 亞伯拉罕平原戰役